# Смит и Весон модел 3
Смит и Весон модел 3 (енгл. Smith & Wesson Model 3), амерички револвер из 19. века, у производњи од 1870. Иако никад није био нарочито популаран у САД, масовно је коришћен у царској Русији и књажевини Црној Гори.

## Производња
Револвери Смит и Весон модел 3, са преламањем цеви и добоша наниже, појавили су се 1870, када је компанија Смит и Весон почела да производи војне револвере великог калибра. Ови револвери користили су муницију калибра 11,2 mm (0,44 in) са централним паљењем. Међутим, истицање патента за револвере пуњене отпозади који је фирма Смит и Весон држала од 1855 до 1869. довело је до појаве конкуренције на америчком тржишту, пре свега од фирме Колт. Тако је Смит и Весон од 1871. почео да производи револвере за владу Русије, која је била у процесу модернизације војске. Огромне руске поруџбине потпуно су попуниле капацитете фирме за 7 година, иако је то дугорочно довело до губитка тржишта у САД, углавном због конкуренције фирме Колт (која је од 1873. производила веома популарни Колт Миротворац), која је искористила прилику да оствари скоро потпун монопол на огромном тржишту које се отворило колонизацијом Дивљег запада после Америчког грађанског рата.

## Карактеристике
Револвер овог типа, такозвани преламајући револвер  (енгл. top break revolvers) има тело из два дела, спојена бравом изнад и иза добоша и шарком испод цеви. Револвер се може отворити, гурањем навише шупље браве на горњој страни тела непосредно испред ороза (која се тако откачи од клина на задњој страни тела испред ороза) и потискивањем цеви надоле. Револвер се тако може „преломити” надоле: горњи део тела се откачи од задњег дела, а цев и добош се ротирају надоле око шарке која спаја цев са доњим делом тела револвера.
Отварање револвера аутоматски активира звездасти избацивач чахура, који је монтиран на шестоугаоној осовини у средини добоша и активира се помоћу постоља и зупчаника. Добош за 6 метака дугачак је 37-40 мм (код каснијих модела је дужи). Механизам за брављење тела револвера је снажан, и додатно је појачан урезом на горњој страни ороза, који закачи горњу ивицу браве када се ороз потпуно спусти. Обарач је једноставног дејства (ороз се мора натегнути ручно пре сваког опаљивања).
Иако је ово било квалитетно оружје популарно код стрелаца у мету, никада није стварно прихваћено у САД. Амерички корисници више су волели метке великог калибра са јачим пуњењем, који нису сматрани безбедним код револвера са преламајућим телом. Тако су Американци по правилу давали предност револверима са телом из једног дела (енгл. solid frame revolvers), као што је био чувени Колт Миротворац, а једини изузетак били су џепни револвери малог калибра, као Смит и Весон модел 1.